# Krążałek ostrokrawędzisty
Krążałek ostrokrawędzisty, krążałek krawędzisty (Gonyodiscus perspectivus) – europejski gatunek lądowego ślimaka trzonkoocznego z rodziny krążałkowatych (Discidae).
Gatunek ten przez wiele lat klasyfikowany był w rodzaju Discus, ale w 2023 roku w oparciu o badania filogenetyczne został wraz z krążałkiem plamistym wydzielony do wskrzeszonego rodzaju Gonyodiscus.
Występuje w Alpach Wschodnich, Karpatach i na Półwyspie Bałkańskim (po Bułgarię). W Polsce występuje w górskich lasach, zwłaszcza położonych w dolinach wzdłuż potoków. W Bułgarii jego pionowy zasięg dochodzi do 1500 m n.p.m.
Jego płaska muszla ma 5,5–6,5 skrętów, wymiary 1,6–1,9 x 5,5–6,5 mm i rogowobrunatne ubarwienie z regularnie rozmieszczonymi na powierzchni rudawymi plamkami. Brzeg muszli przyjmuje postać ostrej krawędzi, stąd nazwa gatunkowa tego ślimaka.
Cykl życiowy krążałka ostrokrawędzistego oraz dynamikę jego populacji opisała Elżbieta Kuźnik-Kowalska.
Gatunek umieszczono na Czerwonej Liście Zwierząt Ginących i Zagrożonych w Polsce.